# Ben van Gelder (voetballer)

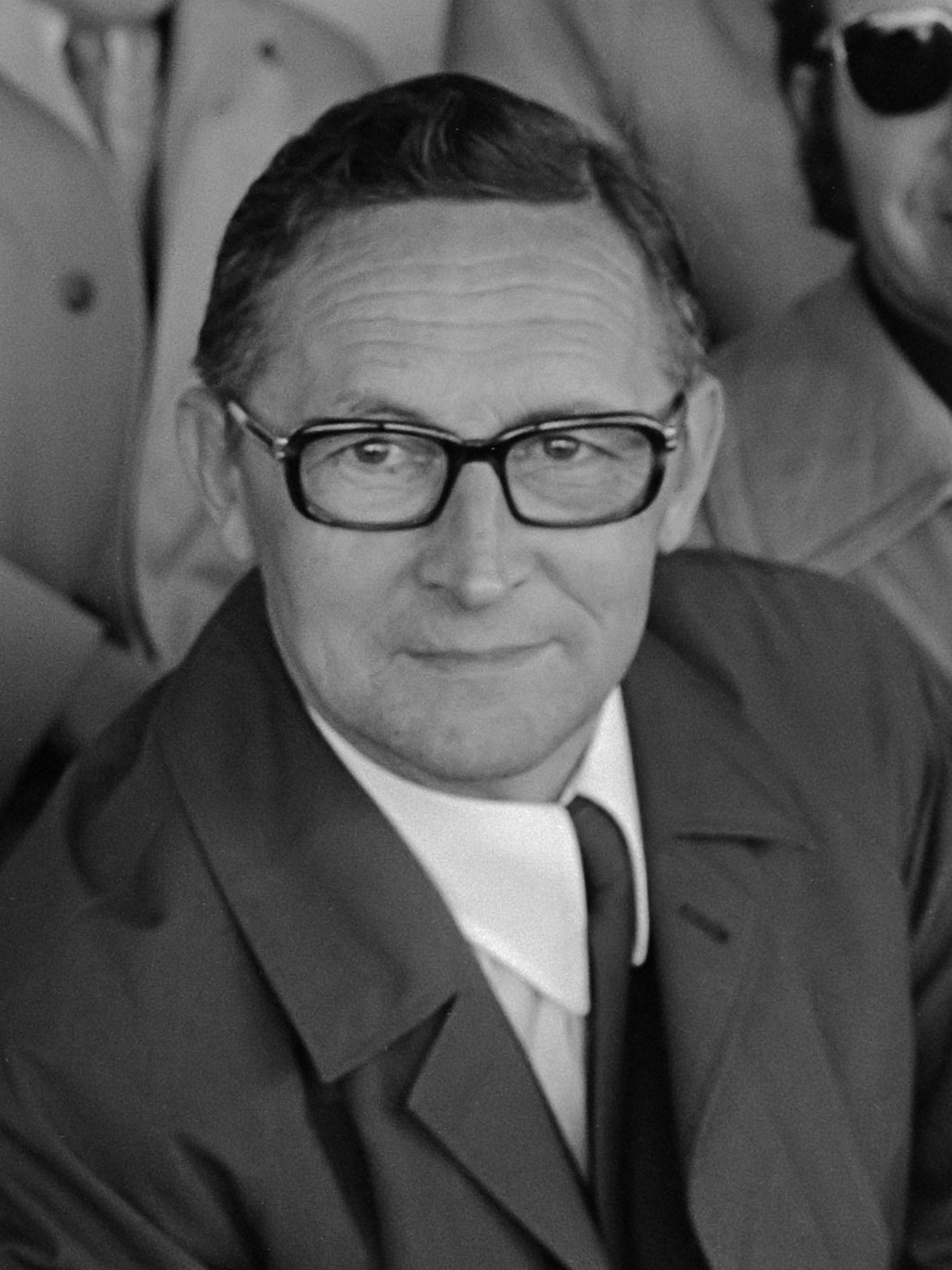
Ben van Gelder (1971)

Bernardus Hendricus Rudolphus (Ben) van Gelder (Eindhoven, 9 januari 1918 – 14 augustus 2003) was een voetballer en manager van PSV.
Van Gelder werd in Eindhoven geboren, nog voordat deze stad de gemeentes Strijp, Woensel, Gestel en Stratum annexeerde en kan dus een echte Eindhovenaar genoemd worden. Van Gelder werd lid van PSV toen hij 10 jaar oud was, maar de katholieke Kerk verbood mensen om lid te worden van een neutrale vereniging en Van Gelder was weer lid af. Toen in 1939, na de mobilisatie, verschillende schoolvoetbalclubs werden opgeheven sloten velen zich aan bij PSV, zo ook Van Gelder.
Van Gelder speelde 11 jaar in het eerste en tweede elftal van PSV. Toen hij nog begin 30 was en aanvoerder van het tweede, in 1950 in het bestuur gekozen. Van Gelder werd tweede bestuurslid. Na de invoering van het betaald voetbal werd hij eerste secretaris. Van Gelder trad in dienst bij Philips dat hem door Otten ter beschikking stelde aan PSV, als een bedrijfsleider; Van Gelder is dan de manager van PSV. Hij leidde de overgang van amateurisme naar (semi-)professionalisme. Van Gelder was de eerste manager in de Nederlandse voetbalwereld en zette een professionele organisatie neer. In 1980 trad hij terug als manager en in 1985 verliet hij het bestuur van PSV. Ben van Gelder was erelid van PSV.